# Epicephala strepsiploca
Epicephala strepsiploca är en fjärilsart som beskrevs av Edward Meyrick 1918. Epicephala strepsiploca ingår i släktet Epicephala och familjen styltmalar. Inga underarter finns listade i Catalogue of Life.